# ماچییوویتس
ماچییوویتس (به لاتین: Maciejowiec) یک روستا در لهستان است که در گمینا لوبومیژ واقع شده‌است.